# بخش آنیلو
بخش آنیلو (به اسپانیایی: Departamento Añelo) یک منطقهٔ مسکونی در آرژانتین است که در استان نئوکن واقع شده‌است. بخش آنیلو ۱۱٬۶۵۵ کیلومتر مربع مساحت و ۷٬۵۵۴ نفر جمعیت دارد.